# Drymusa tobyi
Espèce
Drymusa tobyi est une espèce d'araignées aranéomorphes de la famille des Drymusidae.

## Distribution
Cette espèce est endémique du Pará au Brésil,. Elle se rencontre vers Almeirim.

## Description
Le mâle holotype mesure 2,40 mm.

## Systématique et taxinomie
Cette espèce a été décrite par Bonaldo, Rheims et Brescovit en 2006.

## Étymologie
Cette espèce est nommée en l'honneur de Toby Gardner.

## Publication originale
- Bonaldo, Rheims & Brescovit, 2006 : « Four new species of Drymusa Simon (Araneae, Drymusidae) from Brazilian Oriental Amazonia. » Revista Brasileira de Zoologia, vol. 23, no 2, p. 455-459 (texte intégral).